# Breakout (песня Swing Out Sister)
«Breakout» — песня, записанная британской рок-группой  Swing Out Sister с их дебютного студийного альбома It's Better to Travel, вышедшего в качестве 1-го сингла в 1986 году. Breakout достиг первого места в рок-чарте США и № 4 в Великобритании и получил номинацию на Грэмми и на MTV Video Music Awards 1987 года.

## История
В 1987 году сингл достиг четвёртого места в британском UK Singles Chart, № 2 в Canada Adult Contemporary (Канада) и № 6 в американском Billboard Hot 100, пробыв в этом мультиформатном чарте 23 недели.
«Breakout» также возглавил американский рок-чарт Billboard Adult Contemporary в ноябре 1987 года и оставался во главе его 2 недели. 
Видеоклип «Breakout» получил номинацию MTV Video Music Awards 1988 года в категории Лучшее видео дебютанта и номинацию на Грэмми в категории Лучшее вокальное поп-исполнение дуэтом или группой.

## Номинации и награды
| Год  | Номинируемая работа | Категория                                                             | Результат |
| ---- | ------------------- | --------------------------------------------------------------------- | --------- |
| 1988 | «Breakout»          | MTV Video Music Award for Best New Artist                             | Номинация |
| 1988 | «Breakout»          | Премия «Грэмми» за лучшее вокальное поп-исполнение дуэтом или группой | Номинация |

## Чарты
| Чарт (1986–1987)                               | Высшая позиция |
| ---------------------------------------------- | -------------- |
| (Kent Music Report)                            | 12             |
| Бельгия/Фландрия (Ultratop 50)                 | 17             |
| Канада (RPM Adult Contemporary)                | 2              |
| Канада (RPM Top Singles)                       | 18             |
| Германия (GfK)                                 | 27             |
| Ирландия (IRMA)                                | 6              |
| Нидерланды (Dutch Top 40)                      | 30             |
| Нидерланды (Single Top 100)                    | 34             |
| Новая Зеландия (Recorded Music NZ)             | 4              |
| Великобритания (OCC UK Singles)                | 4              |
| США (Billboard Adult Contemporary)             | 1              |
| США (Billboard Hot 100)                        | 6              |
| США (Billboard Dance Club Songs)               | 12             |
| Hot Dance Music/Maxi-Singles Sales (Billboard) | 10             |
| Cash Box Top 100                               | 5              |

| Чарт (1987)                   | Позиция |
| ----------------------------- | ------- |
| Australia (Kent Music Report) | 59      |
| US Billboard Hot 100          | 66      |